# Club Vóley Miranda
El Club Voleibol Miranda es un club de voleibol de España, de la localidad de Miranda de Ebro (Burgos). Fue fundado en 1979 y en la temporada 2009/2010 consiguió el ascenso a Superliga Femenina, pero al no lograr reunir los apoyos económicos necesarios (tanto públicos como privados) el equipo jugará en la Segunda División Autonómica de Castilla y León en la temporada 2010/11.Es el equipo de voleibol más antiguo de la provincia y, además, el organizador del Torneo Virgen de Altamira, el más veterano de España.

## Historia
El Club Voleibol Miranda fue fundado en el año 1979. En 1983 el club se inscribió en la Real Federación Española de Voleibol, cuando en aquel momento contaba con 12 equipos que iban desde benjamines a sénior. El equipo femenino se consolidó en el verano de 2006 tras la obtención de una plaza en la categoría de plata del voleibol español en ese momento, la Liga FEV. Un año después se creó la categoría Superliga 2 y el Club Voleibol Miranda se integró en ella gracias a la tercera posición alcanzada en el Grupo A de la Liga FEV el año anterior.
Su andadura en el voleibol profesional se inició bajo el patrocinio de Grupo 2002 (temporada 2006/2007), y el acceso a Superliga 2 se realizó con la ayuda de Promociones Díez Rical (a partir de 2007). El 11 de enero de 2009 el Promociones Díez Rical Miranda se proclamó campeón de la segunda edición de la Copa de la Princesa ante el anfitrión, el Ribiera Sacra de Monforte de Lemos. Al final de la temporada 2008/2009 el equipo disputó el play-off de ascenso a Superliga ante el C.V. Playa de Finestrat con quien fue derrotado en semifinales (PDR Miranda 2-3 Finestrat; Finestrat 0-3 PDR Miranda; Finestrat 3-2 PDR Miranda.
La temporada 2009/2010 fue histórica para el Club Voleibol Miranda. El equipo, entrenado por el preparador ucraniano Volodymyr Prokopovych, se alzó con el ascenso a la Superliga tras acabar como subcampeón de la Superliga 2, estableciendo al mismo tiempo un récord en la categoría de plata al conseguir 16 victorias consecutivas en el inicio de la Liga. En el torneo copero, el PDR Miranda quedó también subcampeón tras el Nuchar Tramek Murillo.
Tras una Asamblea de Socios en junio de 2010 el Club anunció que al no conseguir reunir los apoyos económicos necesarios (tanto públicos como privados) se veía obligado a renunciar al equipo de élite, pasando a jugar en la temporada 2010/11 en Segunda División Autonómica de Castilla y León. En esa temporada, con el cambio de patrocinador, pasó a llamarse Autobuses Herrera CV Miranda.
El C.V. Miranda promueve la práctica del voleibol en la ciudad a través de sus equipos de Categorías Inferiores, del proyecto Escuelas de Voleibol (a través de los Centros Educativos de Miranda), y de la organización de grandes eventos. Algunas de las competiciones organizadas por el club son:
- 2002 - Organización de la final de la Supercopa de España Femenina en Miranda de Ebro que se llevó el Tenerife Marichal.
- 2005 - Final de la Supercopa de España Masculina en Miranda de Ebro, en la resultó ganador el C.V. Son Amar Palma.
- 2006 - Final de la Supercopa de España Femenina en Miranda de Ebro, primer título que inauguraba el palmarés del Grupo 2002 Murcia.
- 2008 - Con la creación de la Superliga 2 Femenina se introduce una nueva competición de copa entre los equipos participantes en esta división de plata. La primera edición de la Copa de la Princesa se disputó en Miranda de Ebro y en ella participaron los tres primeros clasificados en la primera vuelta de la Superliga 2 femenina: Haro Rioja Voley, Universidad de Granada, Cantabria Infinita y el propio equipo organizador. El vencedor fue el equipo riojano venciendo en la final por 0-3 al Club Voleibol Miranda.
- 2010 - Organización de la tercera edición de la Copa de la Princesa. El campeón fue el Nuchar Tramek Murillo, venciendo en la final por 2-3 al Club Voleibol Miranda.

## Trayectoria del primer equipo femenino
| Competición                                    | Temporada | Resultado |
| ---------------------------------------------- | --------- | --------- |
| Liga FEV                                       | 2006/2007 | 3º        |
| Superliga 2                                    | 2007/2008 | 5º        |
| Superliga 2                                    | 2008/2009 | 5º        |
| Superliga 2                                    | 2009/2010 | 2º        |
| Segunda División Autonómica de Castilla y León | 2010/2011 | -         |

## Palmarés

### Torneos nacionales
- Subcampeón de Superliga 2 (1): 2009/2010.
- Copa de la Princesa (1): 2008/2009.
- Subcampeón de Copa de la Princesa (2): 2007/2008 y 2009-2010.

### Otros torneos nacionales
- Torneo Virgen de Altamira (2):